# Rosenkranzkapelle (Bayrischzell)

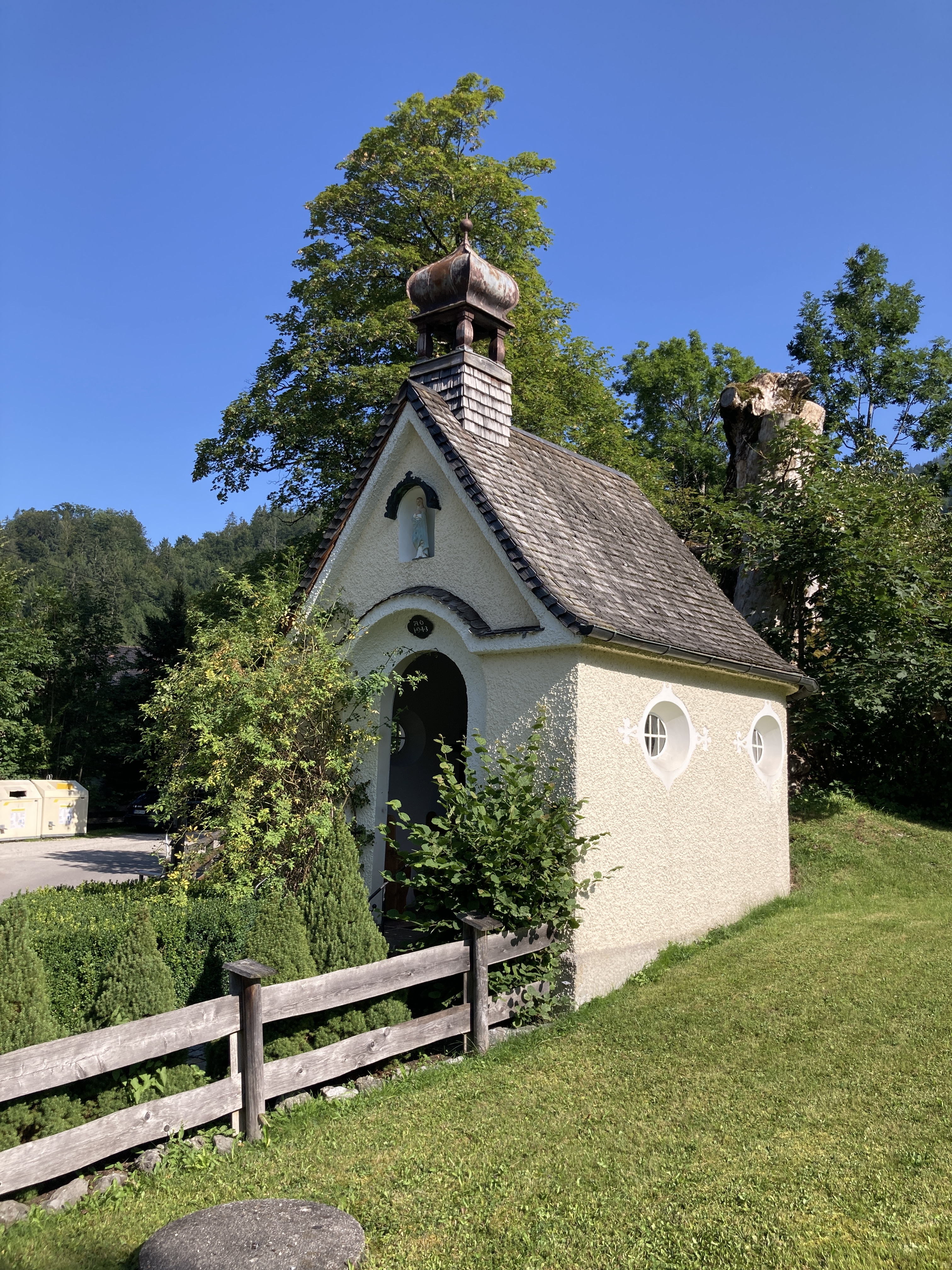
Rosenkranzkapelle in Bayrischzell von Süden her

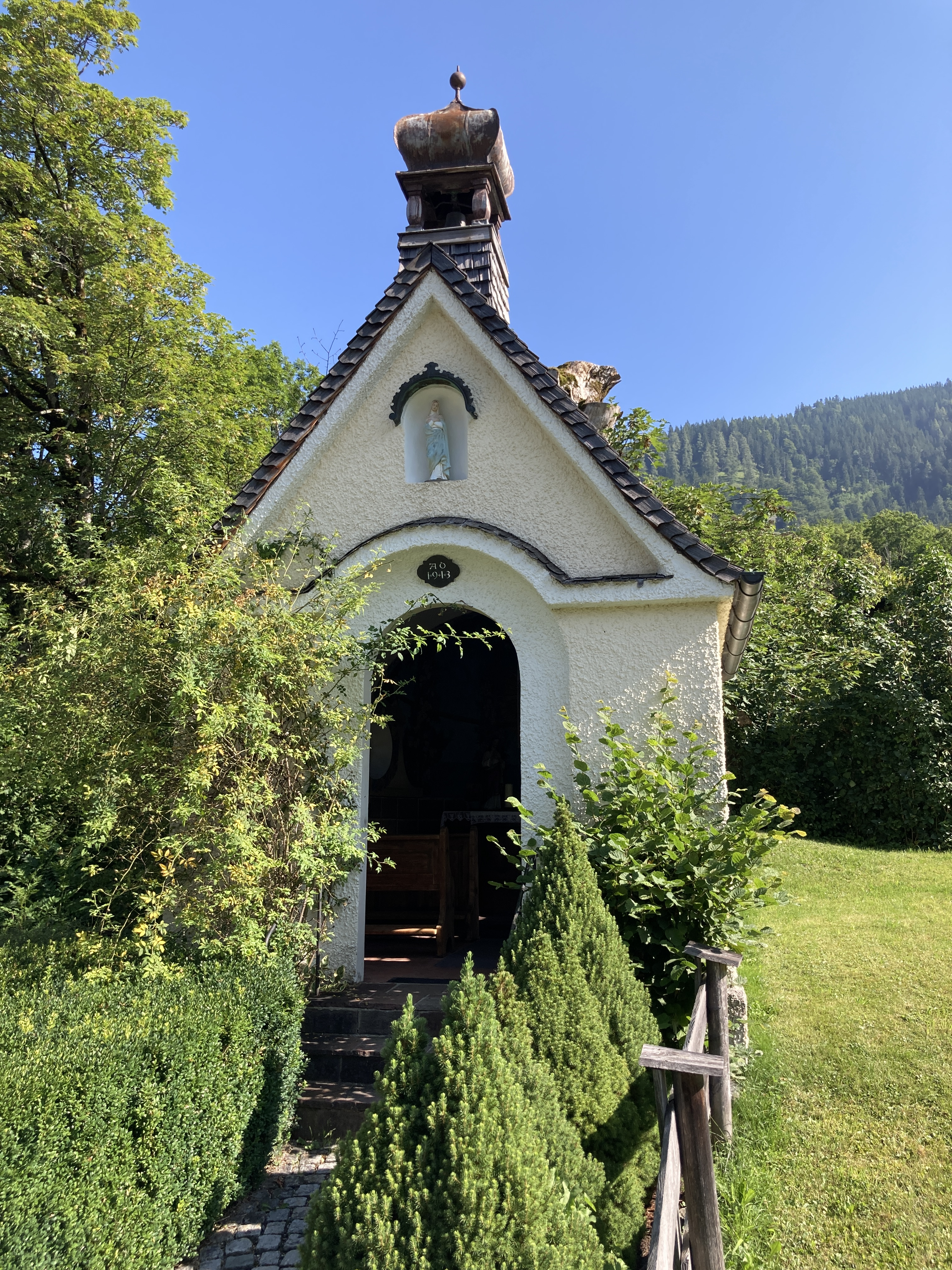
Rosenkranzkapelle von vorne

Die Rosenkranzkapelle ist eine Kapelle am östlichen Rand von Bayrischzell an der Kreuzung des Von-Schönborn-Wegs mit der Wendelsteinstrasse und der Sudelfeldstraße. Die Kapelle liegt malerisch direkt neben dem Larchbach Standort.

## Stifter
Die Rosenkranzkapelle wurde im Jahr 1913 im Auftrag von Graf Schönborn-Wiesentheid zu Ehren der Rosenkranzkönigin neben seinem ehemaligen Landsitz erbaut. Gelegentlich wird sie deshalb auch Schönborn-Kapelle genannt.

## Widmung
Die Kapelle ist Maria, der Mutter Jesu gewidmet. Seit 1883 wurde das Rosenkranzgebet als Teil der Lauretanischen Litanei durch Papst Leo XIII. stark gefördert und Maria als Königin des heiligen Rosenkranzes bezeichnet.

## Architektur
Die Kapelle ist ein beeindruckendes Beispiel für kunstvolle religiöse Architektur in Bayrischzell. Als Architekt konnte Graf Schönborn-Wiesentheid den bekannten Architekten Gabriel von Seidl gewinnen. Seidl baute die Kapelle als neubarocken Satteldachbau mit Dachreiter.

## Ausmalung
Auch für die Ausmalung des Innenraums der Kapelle wurde ein renommierter Kunstmaler verpflichtet: Angelo Graf von Courten. Er war ein Schüler von Karl Theodor von Piloty und verheiratet mit einer Enkelin von Leo von Klenze.  Die Ausmalung umfasst die Apsis unter Einbeziehung der beiden Ovalfenster an den Seiten. Die bemalte Apsis vermittelt dabei einen Blick durch eine mit Heckenrosen bewachsene Laubengangkuppel nach draußen und auf den Himmel. Der an den Wänden dargestellte Kreuzweg wird einer alten Tiroler Malerei aus Innsbruck zugeschrieben. Er wurde von der Herzogin Irène Caroline Bojano geb. Gräfin von Schönborn-Wiesentheid, einer Schwester des Grafen Schönborn-Wiesentheid gestiftet.

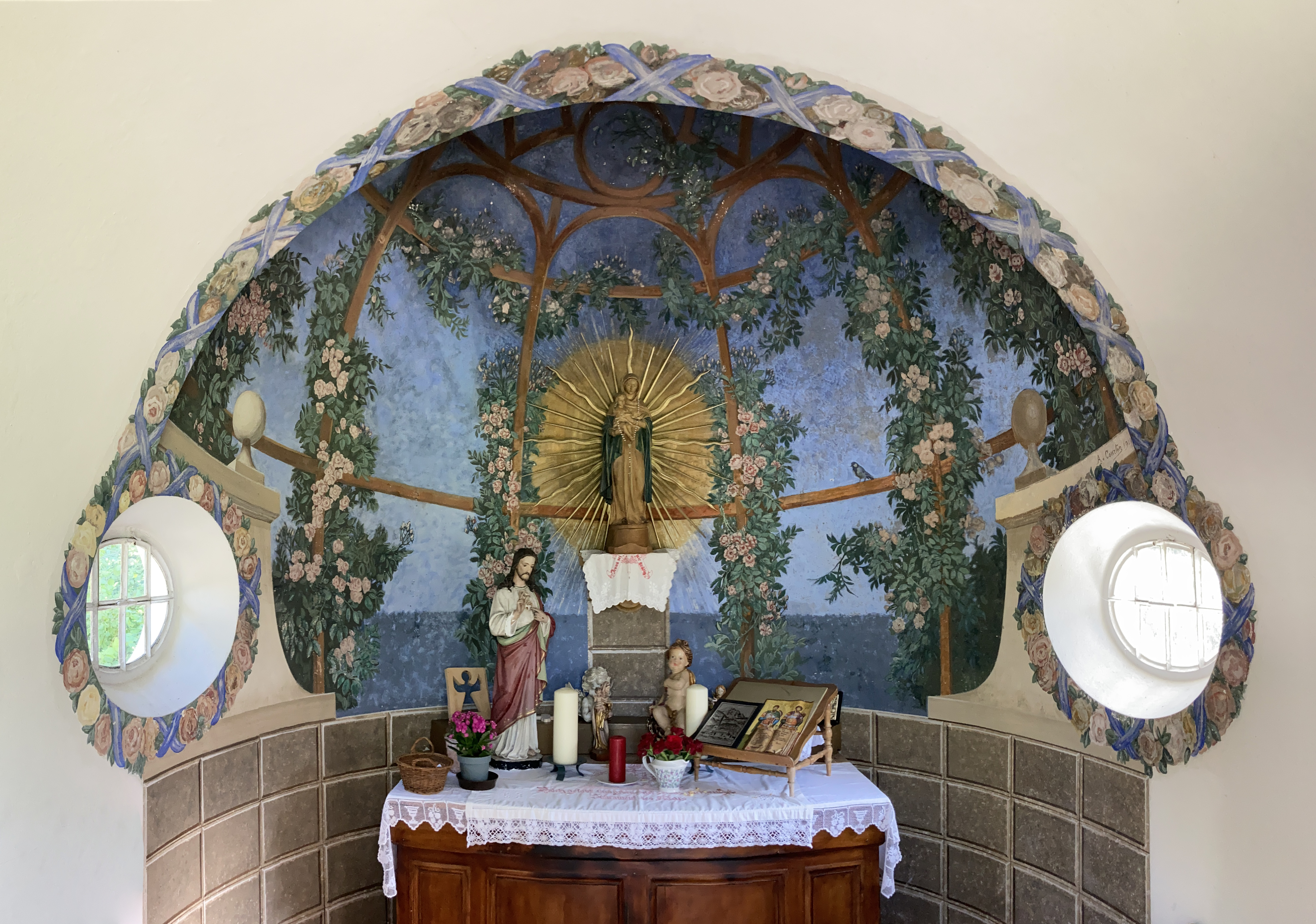
Rosenkranzkapelle mit der Ausmalung von Angelo Graf von Courten

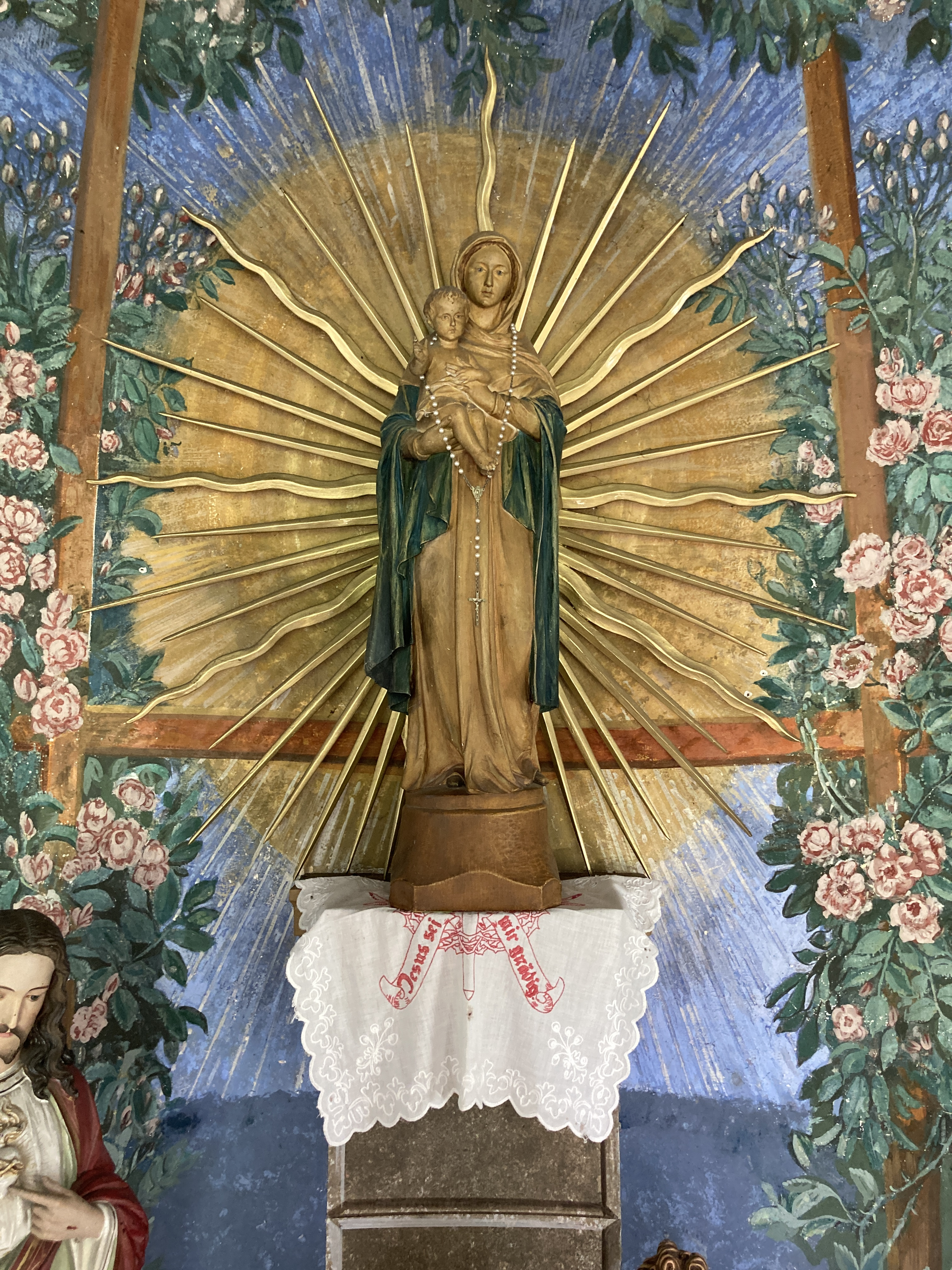
Marienstatue mit dem namensgebenden umgehängten Rosenkranz

## Ausstattung
Am Altar der Rosenkranzkapelle befindet sich eine geschnitzte Muttergottesstatue mit einem Rosenkranz. Diese Madonna wurde von Ammergauer Schnitzern nach einem traditionellen Riemenschneider-Design gefertigt, was ihr eine authentische und kunstvolle Erscheinung verleiht. Der Rosenkranz, der die Statue schmückt, stammt wahrscheinlich aus Palästina und wurde angeblich von Papst Leo XIII. geweiht, was der Kapelle eine besondere spirituelle Bedeutung verleiht.

## Berg-Ahorn
Der große Berg-Ahorn hinter der Kapelle zählt zu den Ältesten seiner Art im Landkreis Miesbach. Lange hat er im Sommer seine Blätter wie einen Schirm über der Kapelle ausgebreitet, musste aber leider aus Sicherheitsgründen bis auf den Stamm gekürzt werden. Ein Schild links der Kapelle weist auf den Baum hin.

## Denkmalschutz
Die Kapelle steht unter Denkmalschutz und ist unter der Aktennummer D-1-82-112-6 in der Denkmalliste des Bayerischen Landesamtes für Denkmalpflege erfasst.